# Charles Arthur Rawlings
Charles Arthur Rawlings (Londen, Marylebone, 3 mei 1857 – 29 januari 1919) was een Brits componist van talloze liederen en werkjes voor piano, zangers en militaire bands. Hij bediende zich vaak van pseudoniemen zoals Th./Theo/Theodore Bonheur, Faulkner Brandon, Gordon Temple, Maurice Telma, Paul Perrier, Emerson James, Auguste Cons, Dennis Duprez, Jean Douste en Gilbert Loewe. Er verschenen honderden wijsjes van zijn hand, maar geen haalde het serieuze repertoire.
Rawlings en ook broer Alfred William Rawlings, kreeg de muziek van zijn vader Arthur Charles Rawlings, een blinde pianostemmer. De kinderen kregen aandacht van het weeshuis dat Georgina Weldon runde. Zij, op haar beurt,  was een kennis van de componist Charles Gounod, die enige tijd in Londen verbleef. In hoeverre beiden invloed op de broers hadden is onbekend. 
Hoezeer Rawlings gehecht was aan de naam Theodore bleek uit het feit dat zijn  Theodore Arthur Rawlings heette.  

## Werken
Deze lijst met werken van Rawlings is incompleet. Er zijn slechts drie werken met opusnummers bekend. 
- opus 30: Philomeno (gavotte)
- opus 31: Marine (polka)
- opus 32: Mückenspiel (salonstuk)
- After sundown (wals)
- After the ball (wals)
- After the fray
- Aida my queen
- Air de ballet
- Albanian dance
- Alexandra mazurka
- All Halloween
- Always friends
- Always with thee
- Amorita
- 'Arry and 'Arriet
- At the golden gates
- An Autumn Ride
- Azalea, Schottische
- Bamboo dance,
- Bataille des fleurs
- The battle eve
- Beauteous land
- Beating round the bush
- Beatime melodies
- Belle étoile
- The belle of Baltimore
- Beneath the stars
- Berlin march
- Beyond earth's shadowland
- Big wheel
- Blondinette
- Bogie Man
- Bow-wow, Schottische
- The boys are marching
- Boys of the regiment
- Brave patrol
- Bravest boys of all
- Breakers ahead
- Burlesque, Schottische
- Butternies (band dance)
- Called Horne
- „Cap and bells"
- Castanetta
- The cathedral march
- Cathedral voices
- Child of Bethlehem
- Chinese wedding dance
- Christmas roses
- Cireassian dance
- Circus (wals)
- The clang of the hammer
- Cloudland (wals)
- Colour sergent grey
- Come to my heart
- Concordia march
- Conquerors
- Constantinople (polka)
- Constant love
- The continental
- Coraline
- Corsican march
- Cosette (march)
- The Costers (barn dance)
- The Crusader
- Dainty minuet
- Dance of the butterflies
- The dance of the dwarfs
- Dance of the Giants (morceau grotesque)
- Dance of the gnomes
- Dance of the goblins
- Dance of the liliputions, a la tarantelle,
- Dance of the midgets
- Dance of the witches
- Dance pantomimique
- Dance romaine, a la tarantelle, Italian peasant dance
- Dandy Coon's (barn dance)
- Danse Carnivale
- Danse des courtiers (gavotte majestique)
- Danse des sirenes
- Danse gracieuse
- Danse Martinique
- Danse orphique
- The daredevil crew
- Darkies, revels
- Daubert's new American barn dance
- The daughter of the regiment
- Dearie (wals)
- Dear kind doctor
- Delighted to see you (wals)
- The divine (wals)
- Domino polka
- The donkey cart
- Donna Sabine (serenade)
- The Dreadnought

- Dreaming of home
- Dream memories
- Duetto (Intermezzo)
- Dulcibel
- Eastern dance
- Six Eastern dances
- 25 easy pieces
- Echoes of St. Peter's (Morceau religieuse)
- Echoes of the old chateau (Gavotte )
- 'E dunno where 'e are
- The emperor's march
- Empress of the sea
- Encore (wals)
- Endless love
- Endymion (intermezzo)
- Enita (wals)
- Esmarita, Polish danse
- L'Etoile d'or (wals)
- Extasy. Pas de quatre
- The fairies and the flowers
- Eairy barque
- Falstaff
- Faust (Gounod)
- Flemish dance
- Forget me not
- For the king
- Fox bush Galop
- Frühlingslied (Spring Song)
- Fun and Frivolity
- Gabrielle (Pas de danse)
- Gate of mercy
- The Gay Gordons
- Genevieve (gavotte)
- Gentle faces
- The girls are the boys
- Gitanelle (Spanish dance)
- God bless the Prince of Wales (mars)
- Golden sunbeams. (wals)
- Gondolina,
- La Gonita. March
- Grannie's rings
- Grenadier's polka
- Griselda (graceful dance)
- Grotesque revels
- Guard of honour
- Her grace (wals)
- High jinks (on popular melodies)
- The holy vision
- Honor's waterword
- Hungarian dance
- Hush! (wals)
- Hypatia,
- Imperial light infantry (galop)
- Imperial parade march
- Irnperials' revels characteristic dance
- In dreamland city
- In the clouds (wals)
- In the gloaming (wals)
- In the moonlight (barn dance)
- Italian cance
- Jack my hearty
- Jack's wedding
- Japanese cherry dance
- Jolie Pas (danse piquante)
- Jollity Fantasia
- Josephine (danse espagnole)
- Just a little sunshine
- Kindergarten  (wals)
- King of the camp march
- The king's cavaliers
- The king's heroes
- King's Own
- Lady Fayre Gavotte
- Land of little children
- Lassie
- Leoline (intermezzo)
- Let's away
- Life on a troopship
- The Lighthouse (fantasia)
- The little Alabama boon
- The little grenadier
- Little soldier's march
- Little soldiers (wals)
- London, night by night
- Lord is love
- Loveland (wals)
- Love Lane (gavotte)
- Lovelano (wals)
- Love's golden dream.
- Love's way
- Lubbly Dinah (plantation dance)
- Ma fiancee (Gavotte)

- Mandolina
- Manzanella
- Marche des geants (morceau grotesque)
- March in C
- March in D
- March in E flat
- March in F
- Marchioness (gavotte)
- March militaire
- March of the Franciscians
- March of the Friars
- March of the Monks
- March of the Rank and File
- Marche majestique
- Marche triumphale
- Marsh Goblins (danse grotesque)
- Maypole Revels (a pastorale dance)
- Mazeppa
- Mellow autumntide (wals)
- A merry Christmastide
- Merry melodies
- Merry mountainers
- The Midshipmites
- The Mirror
- Miserere mei deus
- Moorish dance
- Les Mousquetaries Marche
- Muscovite revels
- Musik ombord (mars)
- My bonny barque (mars)
- My Coon (barn dance)
- My dream, romance
- My lady (wals)
- Mystic Melody
- La Naiade  (wals)
- Nautch Revels
- Neva, Mazurka Russe
- The night alarm
- A night in town
- Nina (valse espagnole)
- Ninette (wals)
- Nita's (wals)
- Nuit d'amour (wals)
- Nursie
- Odeon (intermezzo)
- Old and new
- Old and new gavotte
- Old Antwerp
- The Old Bastille (gavotte)
- Old chums. March
- Old comrades
- Old Minster March
- Only then
- Orange blossoms (intermezzo)
- Original voluntaries
- Orpheus (intermezzo)
- Our Army and Navy
- Our mate
- Out in the bay
- La Pantalon (polka)
- Pas de danse
- Peaceful echoes
- Les petits soldats
- Le picadors March
- Pleasant thoughts, six easy pieces (1. Gardenia (wals). 2. Royal dance. 3. Fairy steps. 4. Drummer boy'smarch, 5. Bonnie laddie, Schottische. 6.Circus galop).
- Plus que reine (intermezzo)
- Prayer in the storm
- La premiere (wals)
- The prentice Lad
- Pretty little maidens (polka)
- The Prince of Wales (fantasia)
- Prince of Wales own (mars)
- Queen of the Highlands Schottische
- Queen's review march, Palais royal (dance de ballet)
- Ra-ta-ta-ta
- The reason why
- Red scarf
- Reminiscenses
- Return of the guards (mars)
- Review march
- Reynella
- River of life
- Robin is away
- Rosemonde, graceful dance
- La Rosette (morceau poetique)
- Royal Naval Brigade March

- Royal Military Tournament
- Royal Navy Polka
- A Russian Fete Dance
- Sailing homeward
- Santa Rosa, (wals)
- The Serenader
- Serenaders (wals)
- The Seventh Royal Fusiliers (polka)
- Seventy years ago
- Sheila
- Ship.
- Sickle and sword
- Siege of Ladysmith
- Silver Beils (mazurka)
- Silvery stars
- Skipping rope dance
- Smuggler's queen
- Society dance
- Soldier Jack
- The soldier laddie
- Somebody's secret
- So my grandfather said
- The song of the sea
- A son of Mars am I
- The sound of the drum (mars)
- Sousa, valse (on his melodies)
- South Africa patrol march
- Spanish flower girl's song
- Spirit of the deep
- A Spring Ride
- Starlight (intermezzo)
- Starlight on the waters
- Star of my heart
- Star of the desert
- Staunen and true
- The steeplechase (polkadans)
- Stephana
- 1st Step to the piano
- Stormfiend
- The stroller
- A Summer Ride
- Sundown memories
- Sunshine and shade
- Sweet faces, (wals) (ook uitgegeven in Noorwegen)
- Sweet Genevieve,
- Sweetheart mine (wals)
- Sweet Marie, (wals)
- Sweet Roses, (wals)
- Sweet Ulva (wals)
- Sweet Visions (wals)
- Sylphina (skirt dance)
- Sylvan Queen (intermezzo)
- Sylvan Revels, Air de Danse
- Tally Ho! Vocal March
- Ta-ra-ra, Boom-de-ay, Polka-March
- Ta-ra-ta.bom-tra-la ! Marsch
- The throne of Grace
- The tornado
- Tournament March
- Transvaal Battle March (descriptive fantasia)
- Trilby (barn dance)
- Trilby (wals)
- Trip, Trip (polka)
- True to Jack
- Trust and be true
- The truthful tar
- Le tsar. Souvenir de St. Petersburg. Mazurka Russe.
- Twilight time, reverie.
- Two loves (wals)
- Under the crescent moon
- Under the linden
- Under the silver moon
- Venetian echoes
- Veronese dance
- Vesper bells
- Vietorian celebration. Descriptive Fantasia,
- Virgilia (intermezzo)
- Vivacity
- Ten voluntaries
- Twelve voluntaries
- Waving poppies (danse legere)
- When the boys come marching home (mars)
- When the lights low (wals)
- When you forget!
- With drum and fife
- Within the veil
- With the colours
- A Winter Ride
- Woodland revels (morceau characteristique)
- Zarabanda (mazurka)
- Zinga (Russische mars)
- Zitana (Poolse dans)

## Pseudoniemen
Deze lijst met pseudoniemen van Rawlings is incompleet.
- Augarde, Haydn
- Bartelet, Jean
- Bonheur, Isidore
- Bonheur, Theo(dore)
- Brandon, Faulkner
- Bronte, Emile
- Clermond, Henri
- Cons, Auguste
- Delcasse, Leon
- Dore, Eileen
- Douste, Jean
- Dupre, Denis
- Ellis, Seymour
- Gresham, John
- Heller, Maxime
- James, Emerson
- Loewe, Gilbert

- Menier, Alphonse
- Perrier, Paul
- Pontine, Maxime
- Rawlings, Wellington
- Rey, Vernon
- Ritz, Carl
- Rubens, Carl
- Sachs, Emile
- Sachs, Hans
- Seymour, Ralph
- Straus, Hermann
- Telma, Maurice
- Temple, Gordon
- Thome, Thomas
- Vere, Claude
- Verne, Oscar
- Vincent, Beryl

- Bibliothèque nationale de France: cb15510361z (data)
- International Standard Name Identifier: 0000 0000 7731 9889
- Library of Congress Control Number: no2001071056
- Virtual International Authority File: 53804846
- WorldCat: E39PBJqbqJQyq3PxT3BbkYbWXd